# Alantsilodendron
Alantsilodendron là một chi thực vật có hoa trong họ Đậu.